# 萊昂斯維爾 (加利福尼亞州)
萊昂斯維爾（英語：Lyonsville）是位於美國加利福尼亞州蒂黑馬縣的一個非建制地區。該地的面積和人口皆未知。

## 地理
萊昂斯維爾的座標為40°18′34″N 121°44′17″W / 40.30944°N 121.73806°W，而該地的平均海拔高度為1158米（即3799英尺）。